# Sophie Ikenye
Sophie Ikenye ist eine BBC-Nachrichtenmoderatorin aus Kenia. Sie ist eine Hauptmoderatorin für Focus on Africa (Fernsehsendung) bei BBC World News. Sie arbeitete 12 Jahre in der Rundfunkindustrie in Kenia, bevor sie zu BBC wechselte.

## Karriere
Sophie Ikenye hat in Kenia Massenkommunikation studiert und ein Praktikum bei der Kenya Broadcasting Corporation (KBC) absolviert. Sie arbeitete bei KBC, Citizen TV und NTV Kenia.
Sie bewarb sich beim BBC World Service in London, der drei Moderatoren aus Ost-, West- und Südafrika suchte, und bekam den Job. Im Jahr 2009 begann sie bei Focus on Africa (Radioversion) zu arbeiten, was sie drei Jahre lang tat. Die Sendung kam 2012 ins Fernsehen, wo sie immer noch als eine der Hauptdarstellerinnen der Show zu sehen war.
In ihrer Medien- und Journalismuskarriere berichtete Ikenye über wichtige Ereignisse in Afrika, einschließlich der nigerianischen Präsidentschaftswahlen im Jahr 2011 und der Libyen-Krise. Sie leitete die Berichterstattung über die Wahlen in Kenia 2013. Ikenye hat mehr als zehn afrikanische Präsidenten und andere bekannte Persönlichkeiten interviewt.
Im Jahr 2017 besuchte Sophie Ikenye zusammen mit Peter Okwoche, Paul Bakibinga, Salim Kikeke und Dayo Yusufu Uganda, wo sie eine Woche lang bei Focus on Africa zu sehen waren. Außerdem war sie TV-Gast im PM Live News im Urban TV.

## Auszeichnungen
Im Jahr 2016 wurde Sophie Ikenye von Africa Youth Awards auf die Liste der 100 einflussreichsten jungen Afrikaner gesetzt. Ebenso wurde sie zur gleichen Zeit auf die Liste der 100 einflussreichsten jungen Kenianer gesetzt.